# Campeonato Nacional de Rodeo de 1959
El Campeonato Nacional de Rodeo de 1959 fue la undécima versión del Campeonato Nacional de Rodeo, que es el campeonato más importante del rodeo chileno, deporte nacional de Chile. Se disputó por segunda vez en Melipilla los días 21, 22 y 23 de marzo de 1959 y los campeones fueron Eduardo Siebert y Raúl González, jinetes de la Asociación Osorno, quienes montaron a "Ña Popa" y "Balita" y realizaron 20 puntos buenos.
Este fue el primer campeonato que obtuvieron jinetes de la Asociación de Rodeo de Osorno, asociación que años más tarde se convertiría en una de las más potentes a nivel nacional.
Los segundos campeones fueron Abelino Mora y Demetrio Villegas en "Danilo" y "Chinchel" con 19 puntos, mientras que los terceros fueron Arturo Ríos y Manuel Bustamante en "Pichanguero" y "Ambicionero" con 19 puntos.

## Pormenores
El champion comenzó el lunes 23 en la tarde ante un numeroso público. Se presentaron 28 colleras ganadoras de primeros y segundos lugares en rodeos oficiales efectuados durante la temporada. Los jurados fueron Baltazar Puig, Gustavo Donoso y Mauricio Silva.

## Resultados

### Serie de campeones
| Cuarto Animal 1959 | Cuarto Animal 1959                     | Cuarto Animal 1959            | Cuarto Animal 1959 |
| ------------------ | -------------------------------------- | ----------------------------- | ------------------ |
| Lugar              | Jinetes                                | Caballos                      | Puntaje            |
| 1º                 | Eduardo Siebert y Raúl González        | "Ña Popa" y "Balita"          | 20                 |
| 2º                 | Abelino Mora y Demetrio Villegas       | "Danilo" y "Chinchel"         | 19                 |
| 3º                 | Arturo Ríos y Manuel Bustamante        | "Pichanguero" y "Ambicionero" | 19                 |
| 4º                 | Julio Hott y Alejandro Hott            | "Huilcoco" y "Felizcote"      | 15                 |
| 5º                 | Estanislao Anguita y Guillermo Aguirre | "Tandera" y "Ocurrencia"      | 12                 |
| 6º                 | Conrado Zaror                          | "Tabacazo" y "Huinca"         | 11                 |